# روزی از زندگی (فیلم)
«روزی از زندگی» (انگلیسی: A Day in the Life (film)) فیلمی در ژانر موزیکال است که در سال ۲۰۰۹ منتشر شد. از بازیگران آن می‌توان به مکای فایفر، بوکیم وودبین، درنا د نیرو و عمر اپس اشاره کرد.